# Indopottia zanderi
Indopottia zanderi là một loài rêu trong họ Pottiaceae. Loài này được A.E.D. Daniels, Raja & P. Daniel mô tả khoa học đầu tiên năm 2010.